# Tower Peak (Kalifornien)
Der Tower Peak ist ein 3585 m hoher Berg in der Sierra Nevada im US-Bundesstaat Kalifornien. Er liegt auf der Grenze vom Tuolumne County zum Mono County.
Im Süden des Gipfels liegt der Yosemite National Park und nördlich erstreckt sich die Hoover Wilderness. Im Westen liegt der Mary Lake, im Osten der Ehrnbeck Peak und der Hawksbeak Peak. Im Süden liegen der Wells Peak und der Craig Peak. Nächsthöherer Berg ist der 12,7 km ostnordöstlich gelegene Eagle Peak.